# Абу Юсуф
Абу́ Ю́суф Яку́б ибн Ибрахи́м аль-Анса́ри аль-Куфи, более известный как Абу́ Ю́суф аль-Анса́ри (араб. أبو يوسف الأنصاري‎; 731, Эль-Куфа — 798, Багдад) — видный исламский законовед (факих), один из наиболее известных учеников Абу Ханифы. После смерти Абу Ханифы возглавил его школу. Будучи верховным судьёй (кади аль-кудат) халифата, способствовал широкому распространению взглядов ханафитской правовой школы.

## Биография
Точная дата рождения неизвестна. Исходя из даты его смерти и дат жизни его учителей, предполагается, что он родился в Куфе около 731 года (113 года хиджры). Со слов самого Абу Юсуфа известно, что он происходил из небогатой семьи. Юноша стремился к наукам, но отец настаивал, чтобы он овладел каким-либо ремеслом, чтобы зарабатывать на жизнь. Узнав о конфликте Абу Юсуфа с отцом, Абу Ханифа не только не стал взимать плату за обучение талантливого юноши, но даже оказывал ему денежную помощь. По другой версии этой истории отец мальчика рано умер, а конфликт из-за его желания учиться у Абу Ханифы у него случился с матерью.
Первоначально Абу Юсуф изучал хадисы и право у таких учителей как: Абу Лайс, Ата ибн ас-Саиб, Мухаммад ибн Исхак, Абу Исхак аш-Шайбани и другие. В 13 лет начал учиться фикху у известного факиха, судьи (кади) Куфы Ибн Абу Лайлы.  Через девять лет перешёл к Абу Ханифе и находился рядом с ним в течение пятнадцати лет, вплоть до смерти великого имама, сначала в качестве ученика, затем — ближайшего помощника. Вместе с Зуфаром аль-Хузайлом и другими учениками Абу Ханифы участвовал в разработке теории фикха. После смерти Абу Ханифы (767 г.) занял его место в учёных кругах Ирака. Именно ему принадлежит основная заслуга в широком распространении взглядов Абу Ханифы.
В 767 Абу Юсуф приехал в Багдад и получил назначения на должность судьи Багдада. По одним данным, халифом, пригласившим его занять этот пост, был аль-Махди, по другим — Харун ар-Рашид. Впоследствии Харун ар-Рашид сделал его верховным судьёй (кади аль-кудат). Абу Юсуф получил право назначать судей во всём Халифате и принимать апелляции на все судебные решения. По мнению историков, возможность назначать своих протеже во все основные города Халифата и  широко применять на практике теоретические разработки Абу Ханифы, явилось причиной распространения ханафитского мазхаба. После его смерти в 798 году на эту должность был назначен его сын Юсуф.
Большие способности к логическому мышлению помогали Абу Юсуфу с лёгкостью решать юридические проблемы. Его критиковали за чрезмерную апелляцию к своему мнению (ар-рай) в решении правовых проблем. В своём правовом методе в первую очередь он опирался на ясные смыслы Корана и сунны, а затем ссылался на аналогичные решения своего учителя Абу Ханифы. Если он не находил решения проблем в первых трёх источниках, то решал проблемы на основании метода аналогии (кияс), предпочтительности (истихсан) и своего мнения (ар-рай).
Учениками Абу Юсуфа были Мухаммад аш-Шайбани и Ахмад ибн Ханбаль. Его взгляды оказали большое влияние на Мухаммада аш-Шафии.

## Труды Абу Юсуфа
Абу Юсуф был автором многих книг по основам фикха, которые стали авторитетными источниками ханафитского права:
- «Китаб аль-Харадж» (араб. كتاب الخراج‎) — о налогообложении, земле- и водопользованию, государственному управлению и др. Трактат был составлен по поручению халифа Харуна ар-Рашида и содержит обращённое к последнему предисловие.
- «Адаб аль-Кади» (араб. أدب القاضي‎) — о правилах поведения для судей.
- «Китаб аль-Хияль» (араб. كتاب الحيل‎) — о юридических трюках и правовых механизмах. Книга не сохранилась, дошли лишь цитаты в одноимённой работе его ученика аш-Шайбани.
- «Китаб ар-Радд аля Сияр аль-Авзаи» (араб. كتاب الرد على سير الأوزاعي‎) — обсуждает исламскую доктрину войны с точки зрения ханафитской школы и критикует воззрения аль-Авзаи по этому вопросу.
- «Ихтилаф байна Аби Ханифа ва-Бни Аби Лайла» (араб. اختلاف أبي حنيفة وابن أبي ليلى‎) — собрал все случаи расхождения по различным вопросам права между Абу Ханифой и Ибн Абу Лайлой[4].

и др.